# Beethoven-Halbinsel
Die Beethoven-Halbinsel (in Chile Península Carvajal genannt) ist eine zerklüftete und vereiste Halbinsel, die mit einer Länge von 100 km in nordöstlich-südwestlicher Ausdehnung und gleichfalls 100 km an der breitesten Stelle den Südwesten der antarktischen Alexander-I.-Insel prägt. Sie trennt den Wilkins-Sund im Norden vom Bach Inlet im Süden.
Die Beethoven-Halbinsel ist ein Vulkanfeld, dessen Vulkane im Pleistozän aktiv waren. Die jüngsten datierten Gesteine weisen ein Alter von 0,68 Mio. Jahren auf.
Gesichtet und aus der Luft fotografiert wurde sie 1940 bei der United States Antarctic Service Expedition (1939–1941), bei der auch die erste grobe Karte des Südwestens der Alexander-I.-Insel entstand. Erneut gesichtet und gleichfalls durch Luftaufnahmen dokumentiert wurde sie bei der US-amerikanischen Ronne Antarctic Research Expedition (1947–1948). Diese Fotografien dienten dem britischen Geographen Derek Searle vom Falkland Islands Dependencies Survey im Jahr 1960 für eine detaillierte Kartierung. Das UK Antarctic Place-Names Committee benannte sie nach dem deutschen Komponisten Ludwig van Beethoven (1770–1827). Namensgeber der chilenischen Benennung ist Fregattenkapitän Guillermo Carvajal Musso, Schiffsführer der Angamos bei der 6. Chilenische Antarktisexpedition (1951–1952).